# Phytobia frutescens
Phytobia frutescens är en tvåvingeart som beskrevs av Mitsuhiro Sasakawa 1996. Phytobia frutescens ingår i släktet Phytobia och familjen minerarflugor. Inga underarter finns listade i Catalogue of Life.